# Bernard du Bus de Gisignies
O visconde Bernard-Amé-Leonard du Bus de Gisignies (Tournai, 21 de junho de 1808 — Bad Ems, 6 de julho de 1874) foi um político, ornitólogo e paleontólogo belga.

## Vida
Ele era o segundo filho de Leonard Pierre Joseph du Bus de Gisignies. Casou-se com Petronilla Truyts em 19 de maio de 1845, juntos tiveram dois filhos; Visconde Bernard Daniel (Saint-Josse-ten-Noode, 7 de outubro de 1832 - Bruxelas, 17 de fevereiro de 1917) e Visconde Chretien (Saint-Josse-ten-Noode, 4 de novembro de 1845 -Jabbeke, 3 de julho de 1883).
Ele estudou direito na Universidade Estadual de Louvain, mas logo se interessou por ornitologia. Em 1835, ele apresentou um manuscrito à Academia Real da Bélgica no qual descreveu o pássaro Leptorhynchus pectoralis (o pernilongo). Ele era um membro do parlamento por Soignies.
Ele se tornou o primeiro diretor do Instituto Real Belga de Ciências Naturais em 1846. Nessa ocasião, ele doou 2 474 pássaros de sua própria coleção para o museu. Em 1860, durante a construção de novas fortificações em torno de Antuérpia, ele se envolveu com a paleontologia. Os fósseis encontrados eram principalmente de baleias. Ele também obteve os esqueletos de uma baleia (Balaena mysticetus) e de uma jovem baleia azul (Balaenoptera musculus), que ainda estão em exibição no museu. Em 1860, o esqueleto de um mamute foi encontrado perto de Liere foi trazido para o museu (em exibição desde 1869). Naquela época, o único outro esqueleto de mamute estava em exibição no museu de São Petersburgo (Rússia).
Em 1867, ele se tornou o diretor da seção de ciências da Royal Academy of Belgium.

## Publicações

### Ano 1835
- Ornithologie - M. Dumortier remet à l'Académie. In: Bulletins de l'Académie royale des Sciences, des Lettres et des Beaux-Arts de Belgique. Volume 2, Nr. 1, 1835, S. 26–27.
- Ornithologie - Description d'un nouveaux genre d'oiseaux de l'ordre de échassiers. In: Bulletins de l'Académie royale des Sciences, des Lettres et des Beaux-Arts de Belgique. Volume 2, Nr. 12, 1835, S. 419–421.

### Ano 1838
- Ornithologie - Description d'une espèce nouvelle de Héron. In: Bulletins de l'Académie royale des Sciences, des Lettres et des Beaux-Arts de Belgique. Volume 4, Nr. 2, 1838, S. 39–41.
- Ornithologie - Notes sur l'Ibis olivacea: Ibis olivâtre. In: Bulletins de l'Académie royale des Sciences, des Lettres et des Beaux-Arts de Belgique. Volume 4, Nr. 3, 1838, S. 105–106.

### Ano 1839
- Description d'une nouvelle espèce de Philédon de la Nouvelle-Zélande. In: Bulletins de l'Académie royale des Sciences, des Lettres et des Beaux-Arts de Belgique. Volume 6, Nr. 4, 1839, S. 295–297.
- Description d'un Tangara nouveau. In: Bulletins de l'Académie royale des Sciences, des Lettres et des Beaux-Arts de Belgique. Volume 6, Nr. 5, 1839, S. 439–441.
- Notice sur un merle inédit. In: Bulletins de l'Académie royale des Sciences, des Lettres et des Beaux-Arts de Belgique. Volume 6, Nr. 6, 1839, S. 506–507.

### Ano 1840
- Description d'un nouveau genre de la famille des Gallinules. In: Bulletins de l'Académie royale des Sciences, des Lettres et des Beaux-Arts de Belgique. Volume 7, Nr. 4, 1840, S. 212–215.

### Ano 1842
- Diagnoses spécifiques de trois espèces nouvelles d'Oiseaux-mouches de la Colombie. In: Bulletins de l'Académie royale des Sciences, des Lettres et des Beaux-Arts de Belgique. Volume 9, Nr. 6, 1840, S. 524–526.

### Ano 1845
- Esquisses Ornithologiques; descriptions et figures d'oiseaux nouveaux ou peu connus. Volume 1. A. Vandale, Brüssel 1845.

### Ano 1846
- Esquisses Ornithologiques; descriptions et figures d'oiseaux nouveaux ou peu connus. Volume 2. A. Vandale, Brüssel 1846 (online [abgerufen am 25. März 2016]).
- Note sur l'apparition en Belgique d'une Outarde Houbara et d'une Sterne leucoptère. In: Bulletins de l'Académie royale des Sciences, des Lettres et des Beaux-Arts de Belgique. Volume 13, Nr. 3, 1846, S. 166–168.

### Ano 1847
- Esquisses Ornithologiques; descriptions et figures d'oiseaux nouveaux ou peu connus. Volume 3. A. Vandale, Brüssel 1847.
- Note sur quelques espèces nouvelle d'oiseaux d'Amérique. In: Bulletins de l'Académie royale des Sciences, des Lettres et des Beaux-Arts de Belgique. Volume 14, Nr. 8, 1847, S. 101–108.

### Ano 1848
- Esquisses Ornithologiques; descriptions et figures d'oiseaux nouveaux ou peu connus. Volume 4. A. Vandale, Brüssel 1848.
- Sure une note intitulée: Les Pigeons messagers. In: Bulletins de l'Académie royale des Sciences, des Lettres et des Beaux-Arts de Belgique. Volume 15, Nr. 2, 1848, S. 56–58.

### Ano 1855
- Note sur quelques espèces inédites d'oiseaux. In: Bulletins de l'Académie royale des Sciences, des Lettres et des Beaux-Arts de Belgique. Volume 22, Nr. 2, 1855, S. 150–157.

### Ano 1861
- Observations sur les récentes découvertes paléontologiques faites à Ànvers. In: Bulletins de l'Académie royale des Sciences, des Lettres et des Beaux-Arts de Belgique. Volume 11, Nr. 5, 1861, S. 511–512.

### Ano 1867
- Sur quelques mammifères du crag d'Anvers. In: Bulletins de l'Académie royale des Sciences, des Lettres et des Beaux-Arts de Belgique. Volume 24, Nr. 12, 1867, S. 562–577.

### Ano 1868
- Sur différents Ziphiides nouveaux du crag d'Anvers. In: Bulletins de l'Académie royale des Sciences, des Lettres et des Beaux-Arts de Belgique. Volume 25, Nr. 6, 1868, S. 621–630.
- Note sur une découverte paléontologique faite à Bomm. In: Bulletins de l'Académie royale des Sciences, des Lettres et des Beaux-Arts de Belgique. Volume 26, Nr. 7, 1868, S. 20–61.

### Ano 1872
- Mammifères nouveaux du crag d'Anvers. In: Bulletins de l'Académie royale des Sciences, des Lettres et des Beaux-Arts de Belgique. Volume 34, Nr. 12, 1872, S. 491–509.